# Clank
 (avril 2020).
Si vous disposez d'ouvrages ou d'articles de référence ou si vous connaissez des sites web de qualité traitant du thème abordé ici, merci de compléter l'article en donnant les références utiles à sa vérifiabilité et en les liant à la section « Notes et références ».
Clank est un personnage de fiction apparaissant dans la série de jeux vidéo Ratchet and Clank d'Insomniac Games et l'un des deux protagonistes de la saga. 
Petit robot aux grands yeux vert venant d'une usine de robots de la planète Quartu, Clank fut créé dans un but des plus flous. Dès sa naissance il est traqué par la sécurité car il semble résulter d'une erreur de montage. Doué de conscience, il découvre les plans du président blarg Drek et décide de ne pas suivre la mission pour laquelle les autres robots de sa chaîne de montage ont été créés mais de prévenir la galaxie du danger. C'est à la suite du crash du vaisseau qu'il avait volé pour fuir l'usine qu'il rencontre le lombax mécanicien Ratchet. Dès lors, les deux deviendront rapidement des amis inséparables et vivront des aventures à travers plusieurs galaxies.
Extrêmement intelligent à sa naissance, il a toutefois initialement une personnalité très naïve, ne comprenant pas l'ironie ou prenant les jeux de mots au premier degré. Aussi, il passe au fil des jeux d'un langage très formel et simple à un parler davantage naturel. Inversement, il est toujours là pour remettre Ratchet dans le droit chemin quand l'impulsivité de ce dernier prend le dessus sur la raison.
Tenant le rôle du cerveau, de la voix de la raison du duo, il reste relativement cantonné au rôle de couteau suisse au cours des phases de gameplay des jeux sur PlayStation 2, avant d'en être quasiment absent dans Ratchet: Gladiator. C'est au cours des jeux PlayStation 3 qu'il est mis en avant au même titre que Ratchet, la vérité sur les raisons de sa création étant révélés progressivement.
En dehors des jeux développés par Insomniac Games, un jeu entier lui est consacré là où Ratchet a un rôle mineur : Secret Agent Clank sur PlayStation Portable, développé par High Impact Games.

## Histoire

### Création et premières aventures

#### Ratchet and Clank (2002)
L'usine blarg de Quartu fabrique à la chaine des robots destinés à servir le président Drek dont les intentions sont d'utiliser les fragments de plusieurs planètes de la galaxie de Solana afin de créer une nouvelle planète pour assurer la survie de son peuple, dont la planète Orxon est devenue inhabitable du fait de la pollution. Un jour, la machine s'emballe et fabrique un robot, immatriculé B5429761, différent et unique car possédant sa conscience. Réalisant ce que l'armada de machines aux ordres de Drek s'apprête à faire, le jeune robot saute dans un vaisseau pour s'échapper. Mais il est poursuivi par deux autres vaisseaux et est touché par un des tirs du vaisseau. Il s'écrase alors sur la planète voisine Veldin. Inconscient à la suite du crash, le robot est récupéré par un jeune lombax mécanicien du nom de Ratchet, témoin du crash. L'informant de la menace de Drek, il lui demande son aide pour retrouver le capitaine Qwark, super-héros réputé dans la galaxie, pour l'informer de la menace et lui propose en compensation la capacité de faire démarrer son vaisseau qu'il a construit lui-même mais dont une pièce essentielle manque : le système d'allumage robotique, dont le petit robot est équipé. Ratchet, séduit par l'idée de pouvoir enfin découvrir l'univers, accepte. Trouvant le numéro de série de son nouveau compagnon trop compliqué à mémoriser, il le renomme Clank.
Après plusieurs péripéties, ils parviennent à retrouver Qwark qui se révèle malheureusement être à la solde de Drek, pour qui il est devenu le sponsor en raison de dettes. À la suite de cette trahison, Ratchet ne pense qu'à se venger de la tentative de meurtre de Qwark là où Clank veut rester concentré sur Drek, véritable cerveau. Il obligera néanmoins Ratchet à obtempérer grâce à son système d'allumage, sans lequel Ratchet ne peut utiliser de vaisseau. Ratchet reviendra dans le droit chemin après avoir vu les images de la planète Oltanis en ruine après le passage des blargs. Qwark étant de plus vaincu à la suite d'un combat de vaisseau en orbite de la planète, le duo poursuit Drek, traque qui ramènera Clank sur son lieu de conception où il rencontrera sa "mère", l'ordinateur de la chaine de montage qui reconnaît avoir volontairement créé Clank par désaccord vis-à-vis des plans de Drek. Elle révèle que la prochaine cible de Drek n'est autre que Veldin, la planète de Ratchet, qui occupe l'orbite idéale voulue par Drek. Ils partent pour Veldin et confrontent Drek qui leur apprend qu'il a volontairement pollué lui-même Orxon pour s'enrichir avec l'intention de recommencer avec la nouvelle planète achevée. Après un long combat, ils parviennent à éjecter Drek et son robot de combat sur sa planète et retournent son arme conçue pour détruire Veldin sur cette dernière. La chute de météores provenant des débris de la planète fait chuter Ratchet et Clank de la plateforme de l'arme mais grâce à Clank, le duo survit à sa chute. Pensant initialement qu'il n'a plus rien à faire avec Ratchet, Clank s'apprête à partir quand le lombax, qui avait commencé à retourner à son hangar, revient auprès de lui après avoir remarqué qu'il était seul à rentrer. Il lui propose alors de réparer son bras, endommagé durant le combat. Les nouveaux amis rentrent chez Ratchet.

##### Remake et film (2016)
Note : Le film de 2016 et le jeu sorti la même année qui l'adapte sont une réinterprétation de l'histoire du premier jeu Ratchet and Clank de 2002 du capitaine Qwark.
Sur la planète Quartu, monde natale des blargs, le docteur Nefarious a lancé la création d'une armée de robots de combat dans le but d'exterminer les Rangers Galactiques, dont il était autrefois membre. Ces derniers, défenseurs de la galaxie de Solana, pourraient mettre en péril les plans du président blarg Alonzo Drek, pour qui travaille Nefarious. Drek désire en effet reconstruire la planète de son peuple avec les fragments de plusieurs autres, ce qui induit par conséquent leur destruction. Un orage perturbe la chaîne d'assemblage et crée une anomalie. La jeune création parvient à fuir la planète dans le but de prévenir les Rangers Galactiques de l'attaque imminente mais son vaisseau est touché par un tir du lieutenant robot Victor Von Ion.
L'anomalie se crashe sur la planète voisine Veldin où elle est récupérée et sauvée des forces blargs par un lombax mécanicien du nom de Ratchet. Elle est rebaptisée Clank par ce dernier, qui accepte également de le conduire à Aleero City où se trouve le QG des Rangers, désirant lui-même en faire partie. Grâce à leurs talents combinés, ils neutralisent l'invasion des robots de guerre alors en cours. Pour cet exploit, ils rejoignent les rangs des Rangers et accomplissent plusieurs missions à ce titre. Après avoir infiltré l'usine de Quartu, Clank découvre dans les bases de données blarg quel est le vaisseau utilisé pour la destruction des planètes : le Déplanétiseur. Tandis que la plupart des Rangers attaquent le dit-vaisseau lorsqu'il se trouve en orbite de la planète Novalis, Clank reste à bord du Phénix, vaisseau amiral et se voit confronté une nouvelle fois à Victor Von Ion. Se rappelant que Victor n'est pas étanche, il active le système anti-incendie du vaisseau et parvient à le vaincre.
L'assaut sur le Déplanétiseur est néanmoins un échec : le capitaine Qwark, chef des Rangers, est en effet passé à l'ennemi et la planète Novalis est détruite, par chance sans victime, ayant été évacuée à temps. Clank parvient à convaincre Ratchet, se sentant responsable de l'échec, à reprendre le combat avec les Rangers restants. Ensemble, après s'être équipés chez le vendeur d'armes Gadgetron, ils infiltrent le Déplanétiseur alors que la prochaine cible est la planète Umbris, dont la destruction entraînerait celle d'autres planètes de par son noyau instable. Ils découvrent en effet que le véritable cerveau n'est autre que Nefarious, qui désire humilier les Rangers pour l'avoir traité comme un moins que rien. Mais loin de vouloir finir la nouvelle planète des blargs, il s'est servi de Drek pour pouvoir construire le Déplanétiseur. Estimant que plus aucune menace ne se mettra en travers de son plan, le scientifique a entre-temps trahit Drek et lance le processus de destruction d'Umbris, dont il connaît parfaitement les conséquences et qu'il voit comme l'ultime humiliation des Rangers.
Ratchet et Clank parviennent à ramener Qwark de leur côté avant de combattre Nefarious en personne à bord d'un robot de combat. Ils parviennent à le faire chuter dans la supernova artificielle servant de source d'énergie au Déplanétiseur avant de quitter in extremis le vaisseau avec Qwark au moment où il est disloqué par son entrée dans l'atmosphère d'Umbris. Quelques mois plus tard, Clank rend visite à Qwark en compagnie de Ratchet au cours d'une de ses séances de travaux d'intérêt général, conséquence de sa trahison. À la suite de l'évasion du codétenu de Qwark, les trois héros se lancent ensemble à sa poursuite.

#### Ratchet and Clank 2 (2003)
Leur victoire face à Drek pousse les deux amis sur le devant de la scène galactique qui enchainent les défilés et autres soirées. Néanmoins, passé ce quart d'heure de gloire, une certaine monotonie s'installe, dont parle par ailleurs Ratchet au cours d'un reportage. Peu de temps après, ils sont téléportés dans la galaxie Bogon auprès de Abercombie Fizzwidget, fondateur et président-directeur général de l'entreprise Megacorp, qui produit l'intégralité des produits de la galaxie. Ayant vu le reportage, il demande l'aide de Ratchet pour retrouver un cobaye issu d'une expérience biologique qui a été dérobé par un mystérieux individu. Clank, de son côté, peu emballé par cette idée, se voit proposer le poste de comptable en chef de Megacorp, en échange d'un package très important, qu'il accepte.
Peu de temps après le début de la traque du voleur par Ratchet, Clank est kidnappé à son domicile de fonction de Mégapolis sur la planète Endako. Il sera finalement sauvé par Ratchet et les deux parviendront à retrouver le voleur sur la planète gelée Siberus et récupérer le cobaye. Sur la planète désertique de Tabora, ils rendent la créature à Fizzwidget qui les expulse accidentellement de son vaisseau en voulant mettre de la musique. Parvenant à sortir des mines où ils sont tombés, ils sont confrontés par le voleur qui par maladresse, fait tomber son masque et se révèle être une lombax femelle du nom de Angela Cross. Lorsqu'ils lui annoncent qu'ils n'ont plus le cobaye qui a été remis à Fizzwidget, elle affirme alors que la galaxie est désormais en danger.
Les deux compères découvrent que le cobaye est un animal de compagnie créé par Megacorp qui doit être vendu sous le nom de « proto-animal ». Angela était d'ailleurs l'une des ingénieures chargées du projet mais une imperfection du cobaye était son agressivité, le rendant très dangereux. Mais alors qu'elle s’apprêtait à trouver le moyen de corriger ce défaut génétique, Fizzwidget a annulé sans raison cette étape de peaufinage en avançant la date de sortie du proto-animal. Angela a alors dérobé le cobaye avant le lancement du processus de clonage à l'échelle industrielle. Ils tentent alors de contacter Fizzwidget pour lui demander de détruire le cobaye mais ce dernier ne semble pas réceptif à leur requête : le proto-animal est désormais en vente partout. Conformément à ce que craignait Angela, les cas d'agressivité apparaissent sur plusieurs planètes.
Alors qu'ils se mettent en quête de détruire les proto-animaux eux-mêmes, un mystérieux commanditaire travaillant chez Megacorp parvient à embaucher les Thugs-4-Less, un groupe de mercenaires jusque-là à la solde de Angela sous son identité de voleur, en leur promettant une somme bien plus élevée s'ils protègent Fizzwidget, en particulier de Ratchet et Clank. En vain, après les avoir neutralisé ainsi que toute la sécurité du siège social de Megacorp, ils découvrent que Fizzwidget n'était autre que Qwark, qui a pris l'apparence de Fizzwidget afin de créer une menace pour la neutraliser ensuite, de manière à redorer sa réputation. Toutefois, l'hélixomorphe, le gadget qu'il a dérobé à Angela conçu pour supprimer le gène agressif des proto-animaux, ne fonctionne pas comme prévu au cours d'une diffusion en direct où il se présente en sauveur de Bogon tout en accusant Ratchet, Clank et Angela d'être responsables de la situation. En effet, il fait une démonstration sur le proto-animal d'origine mais ce dernier mute en un monstre gigantesque qui avale Qwark et le gadget. Ratchet parvient à le récupérer tout en sauvant Qwark après un lourd combat. Ils reçoivent les félicitations du véritable Fizzwidget, que Qwark gardait enfermé avant que Clank comprenne que le gadget d'Angela ne fonctionnait pas car la batterie était montée à l'envers. Angela se sert ensuite des transpondeurs de Megacorp pour amplifier la puissance de l'hélixomorphe pour soigner tous les proto-animaux.

#### Ratchet and Clank 3 (2004)
Clank permet par la suite à Ratchet d'emménager dans son appartement de fonction de Mégapolis, où ils habitent plusieurs mois. Durant ce temps, il devient acteur d'une série d'espionnage qui devient rapidement populaire et dont il tient le rôle-titre : Agent Secret Clank. Le lombax, participant aussi à la série est lui relégué au rôle de chauffeur faire-valoir. Leur quotidien est bouleversé quand quelques mois plus tard, Veldin est attaqué par les tyranoïdes de la planète Tyhrranosis, sous les ordres du docteur Nefarious : Ratchet décide de retourner sur place sur-le-champ, Clank le suivant. Ils font sur place équipe avec les Rangers Galactiques pour repousser l'invasion avant d'être contacté par le président Phyronix, qui leur demande de retrouver le capitaine Qwark, seule personne à avoir réussi à vaincre Nefarious par le passé. Il le retrouve sur la planète Florana où il vit en ermite depuis sa démission de Megacorp où il avait un temps travaillé après l'affaire du proto-animal. Bien qu'il soit amnésique, ils parviennent à le ramener avec eux à bord du Phénix, vaisseau amiral des Rangers et dont le capitaine n'est autre que Sacha Phyronix, la fille du président. Ils parviendront à faire revenir la mémoire à Qwark qui, à la demande du président, crée une équipe d'élite qu'il nomme la force Qwark, chargée de stopper Nefarious dont le plan est l'extermination de toute vie organique. Parmi les membres se trouvent notamment Ratchet, Clank, Sacha, l'ancienne coach de Qwark Helga et Al, ingénieur rencontré auparavant par le duo lors de leur première aventure. Ratchet et Clank parviennent, sous l'autorité de la Force Qwark, à infiltrer la base secrète de Nefarious sur Aquatos et à mener un assaut victorieux Tyhrranosis, tout en découvrant que Nefarious a une grande admiration pour la série de Clank.
Peu de temps après leur assaut sur Tyhrranosis, ce dernier parvient à communiquer avec eux en jurant l'extermination de chaque membre de la Force Qwark, tout en promettant un sort particulier à Clank. Le duo se rend sur Daxx, d'où la communication a été effectué et découvre des liens entre Nefarious et la célèbre chanteuse robotique Courtney Gears. Parvenant à la rencontrer, elle accepte de dire ce qu'elle sait si Clank accepte de tourner avec elle dans le prochain épisode de Agent Secret Clank, ce que le petit robot accepte. Mais à la fin du tournage, Gears assomme Clank qui se réveille face à Nefarious. Le robot démoniaque, autrefois un être biologique, demande l'aide de Clank pour qu'il se serve de sa notoriété et son image pour appeler au soulèvement en échange d'une place à ses côtés dans la future galaxie entièrement peuplée de robots. À la suite du refus de son idole, il le détient captif et envoie un double de Clank, nommé Klunk, retrouver Ratchet et espionner la force Qwark.
Plusieurs jours plus tard, alors que Qwark semble avoir péri dans l'explosion du vaisseau de Nefarious, ce dernier emmène Clank avec son majordome Lawrence et lui-même à Métropolis sur la planète Kerwan, là où il a l'intention de déployer son arme ultime, sur la planète-même où il a été vaincu par Qwark autrefois. L'arme, le Bioblitérateur, transforme tous les êtres organiques présent dans son rayon d'action en robots. Nefarious l'active sous les yeux de Clank et commence à transformer tous les êtres vivants de la planète, tyranoïdes compris. Ils sont plus tard rejoints par Ratchet, qui a deviné le lieu de déploiement du Biobliétérateur et se rend compte qu'il a été dupé par Nefarious via Klunk, qui a remplacé Clank depuis un certain temps déjà. Nefarious et Lawrence fuient tandis que Ratchet doit affronter Klunk qui se transforme en géant, sous les yeux impuissants de Clank. Klunk vaincu et une fois revenus au Phénix, ils apprennent que la panique s'installe dans toute la galaxie : la peur de Nefarious et de son Bioblitérateur est omniprésente.
Le duo réuni part enquêter sur le site du crash du vaisseau de Nefarious pour trouver une solution et se rend compte que Qwark a survécu puis s'est enfui par peur dans sa cachette secrète de la ceinture d'astéroïdes de Thran : il avait en effet fait la même chose quand il avait fuit la prison de Nefarious des années auparavant. Sur place, ils le confrontent sur sa lâcheté mais dégouté par les multiples trahisons de Qwark, Ratchet renonce à le ramener au Phénix. Clank, resté en retrait, affirme à Qwark que la population de la galaxie a besoin de lui et que c'est peut-être sa dernière occasion de laver son image et de redevenir un héros. De retour à leur vaisseau, Ratchet et Clank apprennent l'attaque du Phénix par les hommes de Nefarious, qu'ils parviennent à repousser. L'attaque avait pour but de récupérer un disque de données dérobé sur Aquatos par Clank : ce dernier contient en effet les coordonnées de la base où est stocké le Bioblitérateur entre chaque attaque, sur la planète Koros. Ratchet apprend également à sa grande fureur que Veldin est la prochaine cible de Nefarious. Une fois sur Koros, Clank parvient à prendre le contrôle d'une gigantesque tourelle qui lui permet de détruire le Bioblitérateur, sous les yeux furieux de Nefarious.
Sacha les informe toutefois d'une mauvaise nouvelle car le disque a été entièrement décrypté par Al : il existe un modèle amélioré du Bioblitérateur dont la construction va être achevée sur la planète Mylon. Ils arrivent néanmoins trop tard pour empêcher le Bioblitérateur de se diriger vers sa base de lancement mais parviennent à y retrouver Nefarious. Fatigué des interférences du lombax et du robot dans ses plans, il engage le combat qui se poursuit l'ensemble du site. Finalement vaincu, Nefarious active la transformation du Bioblitérateur qui devient un robot géant de combat avant de se téléporter aux commandes avec Lawrence. S'apprêtant à achever les deux héros, Nefarious est stoppé à sa plus grande fureur par l'arrivée de Qwark. Avec l'aide de Qwark, Ratchet et Clank parviennent à détruire le Bioblitérateur robot qui finit par exploser vraisemblablement avec Nefarious et Lawrence. Pour célébrer leur victoire, l'ensemble des personnages que le duo a croisé depuis leurs aventures sont invités quelques mois plus tard à l'avant-première du film qui conclut Agent Secret Clank. À la suite de l'élection de Sacha à la mairie de Métropolis, Ratchet devient capitaine du Phénix avec Clank et Al comme seconds.

#### Ratchet: Gladiator (2005)
Le trio dirige le Phénix dans les mois qui suivent jusqu'au jour où Sacha leur apprend la mort du capitaine Starshield, porté disparu depuis des mois, au cours d'une émission de holo-réalité illégale appelée DreadZone, où les concurrents sont des gladiateurs devant survivre à différents tracés fataux, des défis que doivent remplir les concurrents dans divers environnement différents. Sacha craint en effet, au vu de la disparition d'autres héros dernièrement, qu'ils aient eux aussi été capturés pour le jeu, créé par Gleeman Vox, un riche homme dirigeant un vaste empire médiatique clandestin. Alors qu'elle commence à mettre en garde Ratchet, la communication est coupée et le Phénix est abordé par des robots de DreadZone. Les trois partenaires sont capturés et emmenés dans la station de combat DreadZone, où Ratchet commence le jeu en tant que gladiateur, assisté de deux robots de combat nommés Mercenaire et Le Bleu. Clank et Al sont alors ses assistants depuis leur zone de quarantaine. Les cinq forment l'équipe Darkstar dont l'objectif est de gagner le jeu s'ils veulent retrouver leur liberté. Clank, de façon à aider Ratchet qui combat sur le terrain, parvient à pirater le système de communication pour lui donner des conseils pour remporter les différentes épreuves ainsi que les combats qu'il mène contre les Exterminators, des gladiateurs volontaires chargés de tuer les candidats arrivant parmi les meilleurs lors de matchs à mort, de façon que personne ne puisse fuir le jeu. En parallèle, il tente de trouver avec Al le moyen de désactiver les colliers de sécurité qui les empêche de fuir la station.
Finalement, estimant avoir trouvé le moyen de les enlever, Clank se porte volontaire pour un test qui se révèle être une réussite, Al parvenant à lui retirer. Toutefois, Ace Hardlight, le chef des Exterminators et également meurtrier de Starshield, arrive à ce moment et abat Al avant d'ordonner à Clank de remettre son collier, menaçant de faire exploser celui de Ratchet en cas de refus. La compétition continue, Clank aidant désormais Ratchet seul, qui parvient tellement haut dans le classement qu'il obtient le droit d'affronter Ace. Sortant vainqueur du combat, son refus à la proposition de Vox de devenir un Exterminator, le condamne au défi de la Gare Fantôme, réputé impossible. Grâce à l'aide de Clank, Ratchet parvient à triompher une nouvelle fois. Clank, avec Al guéri et réparé, lui expose à son retour son plan pour libérer tous les héros prisonniers et fuir la station : envoyer Ratchet au cœur des générateurs pour désactiver les boucliers de confinement en piratant la navette de transport du complexe. Mais Clank envoie sans le savoir Ratchet dans un piège car Vox avait tout prévu et, par volonté d'audimat, a laissé Clank préparer ce plan de façon ce que cette tentative serve d'ultime épisode de DreadZone : si l'équipe Darkstar échoue, la station entière explosera avec l'ensemble des spectateurs présents ainsi que les héros.
Alors que Ratchet réussit à désactiver les générateurs et à permettre l'évacuation de la station, il ordonne à Clank de fuir à bord d'une navette sans lui, ce que le petit robot refuse catégoriquement. Alors que toutes les navettes ont quitté la station, Clank arrive avec l'une d'entre elles pour évacuer Ratchet, Mercenaire et Le Bleu après leur combat contre Vox. Enfin, il retire le collier de Ratchet avant de le jeter dans l'espace peu de temps avant qu'il n'explose avec la station DreadZone dont Vox, laissé sur place, périt.

### TrilogieFuture

#### Opération Destruction (2007)
Dans Ratchet and Clank : Opération Destruction, Clank rencontre les Zonis, un peuple d'étranges individus qui considèrent le robot comme leur maître et lui affirme qu'il est destiné à faire de grandes choses.

### Voyage entre les dimensions

#### Rift Apart (2021)
Pendant les années qui suivent, en l'absence de nouvelle menace, Clank parvient à réparer secrètement le dimensionateur afin de l'offrir en cadeau à Ratchet. Il prévoit alors de le lui révéler à la fin d'une parade donnée en leur honneur à Megalopolis, sur la planète Corson V. Toutefois, le docteur Nefarious, disparu depuis des années, parvient à dérober l'appareil et à ouvrir une faille vers une dimension où il affirme toujours gagner. Au cours de l'affrontement avec leur ennemi juré, le Dimensionateur explose à la suite des dégâts qu'il a subis et Clank se retrouve séparé de Ratchet, un bras détruit par l'explosion et ses jambes hors d'usage. Il est alors récupéré par une lombax nommée Rivet, qui le conduit à son repaire sur la planète Sargasso de cette dimension. D'abord méfiante face à ses explications, chaque robot étant un potentiel ennemi, elle finit par se rendre compte en fouillant sa mémoire qu'il disait vrai et les deux partent trouver un moyen de réparer le communicateur de Clank pour contacter Ratchet. Elle lui apprend également le contexte de sa dimension, dominée par l'empereur Nefarious, reignant d'une main de fer sur la galaxie. Rivet est l'un des membres de la Résistance, combattant son régime. Au cours de leur périple, Clank parvient grâce à ses capacités dimensionnelles à se projetter dans un plan astral et à rencontrer le moine Gary, fils du Plombier, dans un espace situé entre les dimensions.
Une fois en possession d'un communicateur obtenu auprès du pirate Pierre le Fer dans un défi d'arène au bar de Zurkie, Ratchet leur apprend que le docteur Nefarious a pris la place de l'empereur. Afin de le renvoyer lui ainsi qu'eux-même dans leur dimension, Clank prend la décision de construire un nouveau Dimensionateur et envoie Ratchet rencontrer Gary sur Savali tandis qu'il se mette en quête, Rivet et lui-même, d'un morceau de qwartz phasique sur Blizard I. Bien que leur périple les conduise ensuite jusqu'à Torren IV, ils parviennent finalement à retrouver Ratchet chez Zurkie. Ce dernier, à la fois anxieux tout comme Rivet de rencontrer un autre lombax, leur présente également Kit, une version féminine de Clank qui est son double dans cette dimension. Mais les soldats de Nefarious les arrête alors et ce dernier récupère et assemble le nouveau Dimensionateur avant que Rivet et Kit n'engage le combat contre lui.

## Description

### Personnalité
Clank est dès sa naissance très intelligent, ayant une connaissance quasi encyclopédique sur l'existant. Il a alors une personnalité très robotique et binaire : il ne s'exprime que par des phrases simples, sur un ton monocorde et interprète ce que lui disent ses interlocuteurs de façon littérale, ce qui ne manquera pas de le mettre parfois dans une situation tendue. Ainsi, dans le premier jeu, voulant montrer sa reconnaissance à un individu des plus suspects qui leur a vendu un T.E.L.T, il affirme qu'il vantera ses services, ce qui ne manquera pas de mettre leur interlocuteur dans une colère noire et Clank ne devra son salut qu'à Ratchet. Au fur et à mesure de ses interactions sociales, Clank parvient davantage à distinguer la manipulation.
Il est d'une grande sagesse et possède un important sens du devoir, voulant systématiquement agir pour le bien commun, ce qui le mettra en conflit avec Ratchet lors de leur première aventure quand ce dernier, par orgueil et égoïsme, préfèrera chercher la vengeance plutôt que d'arrêter la menace du président Drek. Il remet ainsi souvent le lombax dans le droit chemin ou le rappelle à l'ordre quand ce dernier prend trop la confiance ou manque de zèle. Il compense ainsi les lacunes du lombax, faisant d'eux un duo polyvalent et équilibré.
Il a enfin un sens de l'humour très spécial, trait de caractère qu'il a hérité de son père Orvus. Tout comme lui, il rit de ses propres plaisanteries, bien qu'elles ne provoquent pas l'hilarité chez les personnes qui l'entourent alors.

### Pouvoirs, capacités et équipement
Au cours de sa première aventure avec Ratchet, l'un de ses seules capacités est qu'il dispose d'un système d'allumage robotique, lui permettant de faire démarrer tous les vaisseaux. Au fil de leur progression, Clank sera mis à jour avec différents équipements de façon à permettre Ratchet, dont il est sur le dos la majeure partie du temps, de franchir des précipices, escalader des obstacles hors de portée d'un simple saut, écraser des verrous et nager sous l'eau plus vite. Trois équipements lui seront installés à ce dessein et il les conservera dans les jeux suivants : Hélico-Pack, Propulso-Pack et Hydro-Pack.
Il a également la capacité de contrôler à distance des Robots-Gadget, pourvu qu'il soit assez assez près d'eux. Il peut ainsi progresser en territoire hostile en leur ordonnant d'attaquer des ennemis qu'il ne pourrait affronter lui-même et en rentrant des portes de piratage. Ratchet and Clank 2 rajoutera des Robots-Gadget spéciaux, pouvant se transformer en pont, détruire des barricades ou soulever des obstacles. Ils ne seront néanmoins pas conservés dans les suites.
D'autres upgrades temporaires lui seront également ajoutés, souvent pour un seul jeu, la capacité en question étant retiré ou inutilisé le jeu suivant :
- le Léviathan (Ratchet and Clank 2) : jet-pack permettant un vol de courte durée à partir du point de décollage. Le joueur ne peut l'utiliser qu'à partir un de ses points qui servent également de point de réapprovisionnement en carburant
- les Ailorobots (Ratchet and Clank: Opération Destruction) : ailes données par les Zonis pour permettre au duo de planer à partir d'un point de propulsion
- le Geo-Laser (Ratchet and Clank: Opération Destruction) : laser donné par les Zonis permettant d'ouvrir des passages à partir de la faiblesse structurelle du matériau leur barrant la route
- les Chronobombes (Ratchet and Clank: A Crack in Time) : Clank peut générer des Chronobombes et les fournir à Ratchet de façon à ralentir les ennemis pris dans la zone d'effet
- le Passe-Faille (Ratchet and Clank: Nexus) : un appareil permettant de détecter les brèches trans-dimensionnel entre sa dimension et le Netherverse afin de s'y rendre. Il lui permet aussi de contrôler sa propre gravité au sein du Netherverse.

Clank a aussi la capacité de se transformer en une version géante de lui-même : Clank Géant. Cette transformation survient lorsqu'il utilise un agrandisseur créé pour augmenter la taille des robots sortant de l'usine où il a été créé. Une fois transformé, il possède une force capable de détruire un building en un coup de poing et est équipé de missiles, bombes et rayons laser. Cette transformation disparaît des jeux d'Insomniac Games après Ratchet and Clank 3.
De par sa nature de robot possédant l'âme d'un zoni, Clank n'est pas affecté par les altérations temporelles : si un lieu est coincé dans une boucle temporelle qui se répète, il ne sera pas affecté par les modifications que ce dernier subit. Dans Ratchet and Clank: A Crack in Time, Sigmund lui installera un actionneur quantique, lui permettant de réaliser des enregistrements temporels de lui-même. Enfin, équipé du Chronosceptre, il peut réparer des objets en remontant le temps de leur existence de façon qu'ils retrouvent leur état d'origine.

## Relations

### Alliés

#### Ratchet
Ratchet est le meilleur ami de Clank, en plus d'être la première personne qu'il rencontre, peu de temps après son crash non loin du garage du lombax sur la planète désertique Veldin. Une complicité naît petit à petit entre eux mais leur amitié connaîtra une première tempête lorsqu'à la suite de la trahison du capitaine Qwark qui se révèlera être du côté du président Drek, Ratchet sera obnubilé par la vengeance envers ce dernier là où Clank veut rester concentré sur le véritable cerveau de la menace. Chacune de leurs discussions est alors extrêmement tendu mais Ratchet finira par se rendre compte de son égoïsme quand il découvrira la destruction de la planète Oltanis par les forces blargs.
Leur amitié est telle après leur première aventure que lorsque Ratchet apprendra, au cours de son enquête pour Mégacorp dans le deuxième jeu, que le voleur du cobaye de la corporation a capturé Clank, il rentrera dans une colère noire et se précipitera immédiatement au secours du robot. Enfin, quand les Zonis enlèvent Clank à la fin de Ratchet and Clank: Opération Destruction, Ratchet passera les mois qui suivent à enquêter afin de trouver la localisation de son ami robotique. De son côté, Clank ira également jusqu'à remonter le temps avec la Grande Horloge pour empêcher la mort de Ratchet à la suite d'un geste de folie d'Alister Azimuth.
Il compatit grandement au désir du lombax de retrouver les siens et semble attristé de le voir renoncer à la suite de la destruction du Dimensionnateur à la fin de Ratchet and Clank: Nexus. Le dernier plan du jeu le montre d'ailleurs jetait un regard sur l'appareil laissé à même le sol tandis que Ratchet s'éloigne pour retrouver Talwyn avant de le récupérer discrètement.

### Vie sentimentale
À l'inverse de Ratchet, Clank ne tente jamais de séduire des personnages féminins que le duo croise mais reste toutefois flatté par les compliments faits par celles qui éprouve de l'attirance pour lui. Dans le premier opus, un léger jeu de séduction a lieu entre lui et la vendeuse Gadgetron qui l'équipera de son Hydro-Pack, à la grande vexation de Ratchet qui avait ouvertement commencé une approche avant d'être superbement ignoré par la jeune mécanicienne, qui préfèrera initier le dialogue avec Clank.
Dans le deuxième opus, une Inforobot femelle qui apparait de façon spontanée à plusieurs moments du jeu semble avoir des sentiments pour lui, tentant de lui offrir des fleurs et les aidant, Ratchet et lui, à s'évader de la prison des Thugs-4-Less sur la planète Aranos. Enfin, elle tente de les prévenir du rôle de Qwark dans l'affaire du proto-animal avant que ce dernier, encore sous l'identité de Fizzwidget, ne la détruise. Après le combat contre le proto-animal mutant, Ratchet promet à Clank de la réparer. L'une des scènes post-génériques la montre dévoiler à la demande de Clank ses hobbies via son écran intégré. Non montrés au joueur, les hobbies en question semblent impressionner Clank. Le personnage n'apparaît néanmoins plus jamais dans les suites. Dans un dialogue enregistré non utilisé de Ratchet and Clank 3, présent sur le disque de démo du jeu, on l'entend parler à son agent de sa frustration de ne pas avoir été incluse dans le jeu avec Angela.
Lors de leur participation au jeu Opération Destruction dans le troisième opus, Ratchet et lui parviennent à rencontrer la chanteuse robotique Courtney Gears, qu'ils soupçonnent d'être de mèche avec le docteur Nefarious après avoir découvert dans l'une des bases du savant fou un clip musical où elle appelle à la libération des robots et l'extermination des formes de vie organiques. Avant le visionnage du clip, Clank ne l'a connaît absolument pas, là où Ratchet semble en être un grand fan. Lors de la remise du prix de Opération Destruction par Gears, Ratchet s'attire son hostilité par sa condition d'être organique, exacerbée davantage par sa tentative maladroite de la séduire. Après lui avoir violemment remis le prix, elle se tourne vers Clank dont elle ne semble pas être insensible et après discussion, accepte de lui donner des informations sur Nefarious en échange d'un rôle lors du prochain épisode de la série Agent Secret Clank, qui est tourné peu après. Bien qu'initialement gêné, Clank commence finalement à apprécier ses gestes d'affection jusqu'au moment où elle l'assomme après le tournage pour l'emmener à Nefarious.
Dans Ratchet: Gladiator, il échange avec une droïde travaillant pour DreadZone afin de trouver un moyen de fuir leur détention, ce qui ne manquera pas d'amuser Ratchet. Elle fuit la station DreadZone avant son autodestruction avec l'équipe Darkstar et les présentateurs de l'émission Dallas et Juanita, à bord de la dernière navette d'évacuation restante. Son comportement tactile avec Clank laisse suggérer plus qu'une relation amicale.
À partir de Ratchet and Clank: Opération Destruction, les personnages féminins alliés que rencontreront le duo n'auront aucun comportement laissant suggérer une romance avec Clank.

## Interprètes
Contrairement à son coéquipier Ratchet, Clank est interprété par les mêmes comédiens depuis ses débuts, que ce soit en version originale ou en version française.
En version originale, son interprète est le comédien David Kaye, que ce soit dans les jeux ou l'adaptation cinématographique sorti en 2016.
En français, il est doublé par Martial Le Minoux, qui était également le directeur artistique du doublage des jeux jusqu'à Ratchet: Gladiator avant de renoncer à ce poste. Un léger changement a lieu pour A Crack in Time : en raison de l'indisponibilité partielle de Martial Le Minoux, certaines répliques sont doublées par le comédien Eric Legrand. Enfin, le changement total du casting de la version française du film Ratchet & Clank par rapport aux jeux provoque l'éviction de Martial Le Minoux. Le rôle est alors donné à Xavier Fagnon, qui incarnait jusqu'alors un autre personnage d'une licence phare de PlayStation : Daxter, de la série de Naughty Dog Jak & Daxter. Le jeu adaptant le film sorti simultanément conserve néanmoins le casting original, dont Martial Le Minoux.
Pour la version québécoise du film, Clank est doublé par le comédien Benoît Brière.

## Création du personnage
Lors de la conception du premier Ratchet and Clank, l'une des idées du studio est que des petits robots attachés à Ratchet puissent effectuer certaines fonctions. Cependant, Insomniac Games s’aperçoit que la présence de trois petits robots complique et rend confuse l’apparence de Ratchet, ce qui les amène à ne créer qu'un seul robot, Clank,. Par ailleurs, l'une des premiers designs de Clank est celui d'un lézard mécanique. Toutefois, le studio ne retiendra de ce concept que les grands yeux et les jambes articulées pour former un petit robot. En outre, l'apparence de Clank est inspirée de la créature métallique du film Le Géant de fer.

## Œuvres où le personnage apparaît

### Jeux et filmRatchet & Clank
- Ratchet and Clank (jeu développé par Insomniac Games, 2002)
- Ratchet and Clank 2 (jeu développé par Insomniac Games, 2003)
- Ratchet and Clank 3 (jeu développé par Insomniac Games, 2004)
- Ratchet: Gladiator (jeu développé par Insomniac Games, 2005)
- Ratchet and Clank : La taille, ça compte (jeu développé par High Impact Games, 2007)
- Ratchet and Clank : Opération Destruction (jeu développé par Insomniac Games, 2007)
- Secret Agent Clank (jeu développé par High Impact Games, 2008)
- Ratchet and Clank: Quest for Booty (jeu développé par Insomniac Games, 2008)
- Ratchet and Clank: A Crack in Time (jeu développé par Insomniac Games, 2009)
- Ratchet and Clank: All 4 One (jeu développé par Insomniac Games, 2011)
- Ratchet and Clank: Q-Force (jeu développé par Insomniac Games, 2012)
- Ratchet and Clank: Nexus (jeu développé par Insomniac Games, 2013)
- Ratchet and Clank (jeu développé par Insomniac Games, 2016)
- Ratchet and Clank (film réalisé par Kevin Munroe, 2016)
- Ratchet and Clank: Rift Apart (jeu développé par Insomniac Games, en développement)